# Com Truise

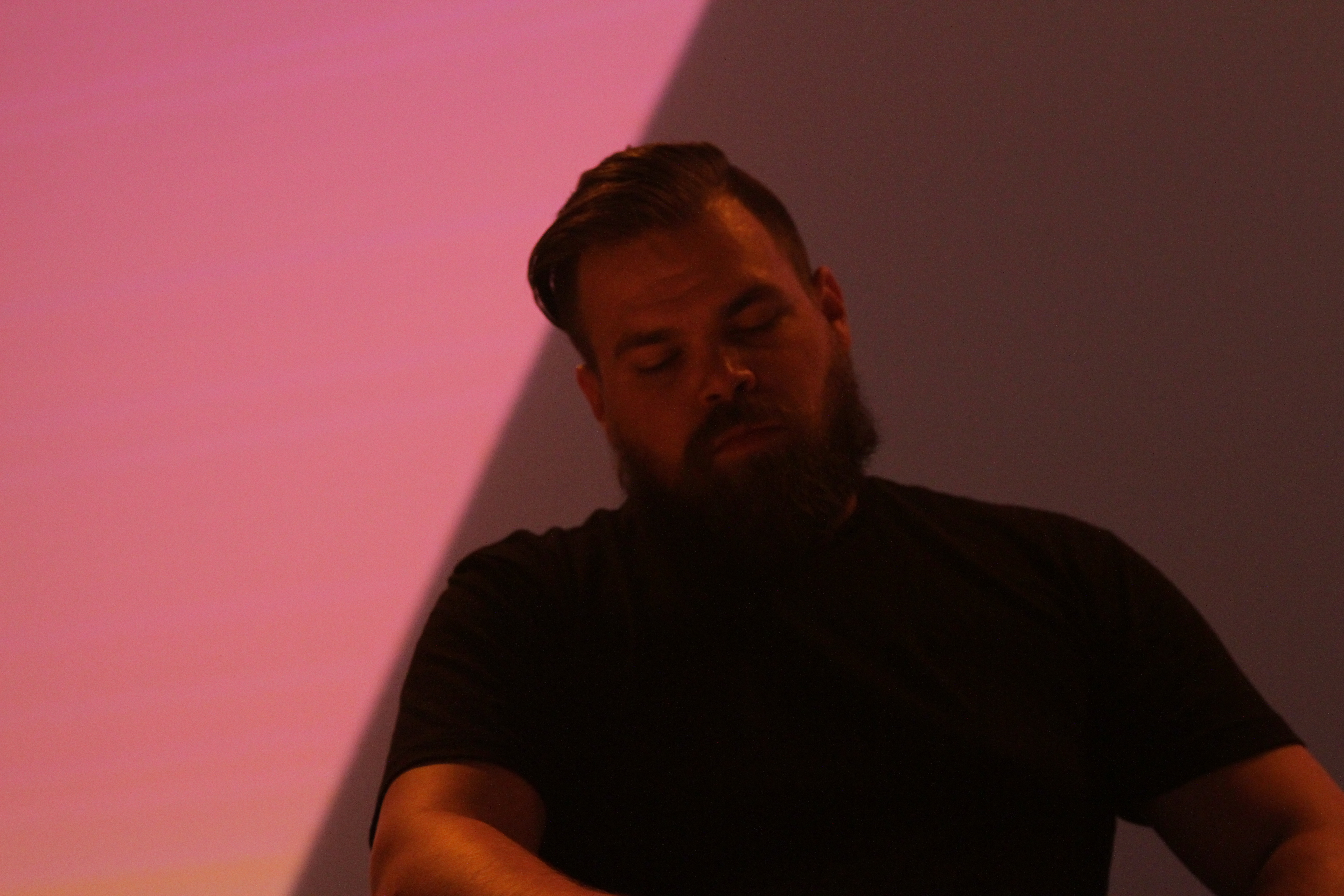
Com Truise beim Way-Back-When-Festival 2014

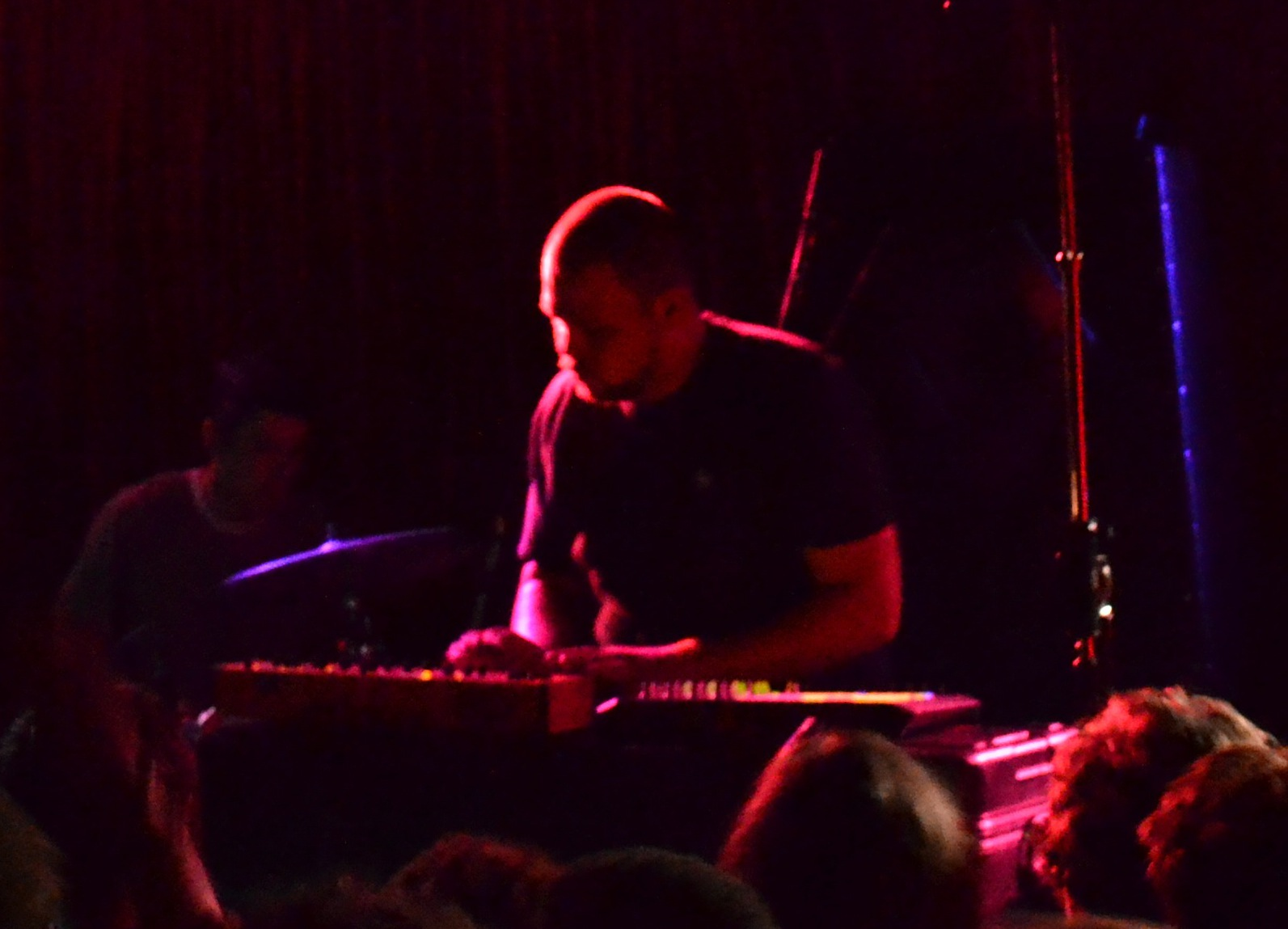
Com Truise 2011 im Grog Shop in Cleveland Heights, Ohio

Com Truise (Bühnenname von Seth Haley; * in New York) ist ein US-amerikanischer Musiker und Musikproduzent im Bereich der elektronischen Musik aus Oneida, New York. Sein Künstlername ist ein Spoonerismus von Tom Cruise. Er tritt auch als Liveact und DJ auf. Früher produzierte er bereits unter den Pseudonymen Sarin Sunday, SYSTM, and Airliner elektronische Musik.
Sein musikalisches Werk ist stark beeinflusst von Stilen der 1980er-Jahre und lässt sich dem Genre Retrowave zuschreiben. Eine erste EP erschien im Juni 2010 über Amdiscs unter dem Titel Cyanide Sisters als freier Download. Kurz darauf fand einer seiner Remixe Verwendung auf dem Album Tron: Legacy Reconfigured. Im Juni 2011 folgte mit Galactic Melt sein erstes Album. Sein zweites Album In Decay erschien im Juli 2012, sein drittes Iteration im Juni 2017; alle beim Independent-Label Ghostly International.
Truise war vor Beginn seiner musikalischen Karriere von Beruf Artdirector, daher gestaltet er seine musikalischen Veröffentlichungen samt Merchandise umfassend selbst. Wie die Musik ist deren Aussehen stark von den 1980er-Jahren geprägt, als Tonträger kommen neben CDs und Downloads hauptsächlich Schallplatten und Teils Kompaktkassetten zum Einsatz.

## Diskografie
Alben
- 2011: Galactic Melt (Ghostly International)
- 2012: In Decay (Ghostly International)
- 2017: Iteration (Ghostly International)
- 2019: Persuasion System (Ghostly International)

EPs
- 2010: Cyanide Sisters EP (Amdiscs)
- 2011: Fairlight EP (Ghostly International)
- 2011: Cyanide Sisters EP (Neuauflage, Ghostly International)
- 2014: Wave 1 EP (Ghostly International)
- 2016: Silicon Tare EP (Ghostly International)
- 2017: Memory